# Saprolegniales
A Saprolegniales az Oomycetes egyik kládja. Tagjai számos halbetegségért, például aphanomycosisért és ulceratív dermális nekrózisért felelnek. Nevezik halpenészeknek és Saprolegniomycetesnek is.

## Történet
A Saprolegnialest Karl Anton Eugen Prantl írta le először 1874-ben Saprolegnieae néven, a gombák közé sorolta, és a Peronosporales rokonának tartotta.:90 Ez utóbbi rokonságot későbbi tanulmányok megerősítették, azonban a két klád nem a gombák, hanem a Pseudofungi Oomycetes kládjába tartozik.
A Diatomophthoraceae kládot a kovamoszatok Olpidiopsis nemzetséghez hasonló parazitáinak hozta létre Buaya és Thines 2019-ben. Ezekről igazolták, hogy az Ectrogella nemzetségnek nem közeli rokona. Az Ectrogella bacillariacearumról kimutatták, hogy bazális Saprolegniales-faj.

## Genetika
A Peronosporalesszel ellentétben közel teljes szterol-bioszintézis-útja van, melynek végterméke fukoszterol. Ezzel szemben nem ismert elicitin, így a Peronosporales elicitincsalád-bővülése feltehetően a szterol-bioszintézis elvesztésével együtt járt.
Effektorfehérje-családjai, például a glikozid-hidrolázoké, a pektinázoké és a nekrózisindukáló fehérjéké jelentősen bővültek, ezenkívül fajspecifikus bővülések is ismertek például az Aphanomyces astaciban.
A 20. és 27. glikozid-hidroláz-család csak a Saprolegnialesben ismert, míg a 18., 19. és 48. család kitinázként viselkedik, és jelentősen bővült az Aphanomyces astaciban és a Saprolegniában.

### Genomika
4 faját szekvenálták: az Aphanomyces astaci genomja a leghosszabb – 75,84 Mbp hosszú –, és a legtöbb fehérjekódoló gént (26 259) és lehetséges effektort (582) tartalmazó. Az A. invadans genomja 71,4 Mbp hosszú, 20 816 fehérjekódoló gént és az ismert genomok közül a legkevesebb effektort (290) tartalmazza. A S. diclina genomja 62,88 Mbp hosszú, 18 229 fehérjekódoló génjéből 378 kódolhat effektort, a S. parasitica a legrövidebb genomú (53,13 Mbp), és 20 121 fehérjekódoló génjéből 385 kódol lehetséges effektort. 4 szekvenált fajának több mint 150 lehetséges proteáza van, ebből 86-ot szekretál. 3 fajában 1 Crinkler-effektor ismert.

## Filogenetika
Egyes csoportjait az ITS rDNS különbségei alapján különítik el: 2 klád 98% alatti ITS-azonosság esetén tartozik különböző fajba, és az ITS hatékonyan tudja közeli rokon fajait megkülönböztetni, de régebbi kládok esetén kevésbé hatékony, ezeknél hatásosabbak a riboszomális gének. Azonosíthatók fajai COX2-szekvenálással is.
A Saprolegnia az Achlya nemzetséggel kládot alkot.

## Morfológia
Kinetoszómáival összetett K-testek állnak kapcsolatban. Hajtása általában válaszfal nélküli, sejtfala glükán-cellulózból áll, és kevés kitint tartalmazhat. Sejtfala összetétel alapján 3 típusba sorolható: az I. típusban nincs N-acetilglükózamin (GlcNAc), de van glükuronsav és mannóz, a II.-at 5% alatti GlcNAc-tartalom és cellulóz–1,3-β-glükán keresztkötésekre utaló csoportok, a III.-at 5% feletti GlcNAc-tartalom és 1,6-kötött GlcNAc-ból álló szénhidrátok jellemzik. Mélida  et al. 2012-ben e típusok alkalmazásának morfológiai és molekuláris jellemzéssel együttes használatát is leírták, és igazolták a rendszertani csoportosításban való hasznosíthatóságát.
A Saprolegniales rendszertanában fő probléma a nemzetségeket meghatározó egyértelmű és egyedi szünapomorf jellemzők hiánya: a Geolegnia például nem rendelkezik ostorral.

## Életmód
Obligát biotróf, fakultatív parazita vagy szaprotróf klád.

## Ökológia
A Saprolegnia australis és a Saprolegnia ferax 21–24 °C hőmérsékletű vizet kedvelnek, míg a S. parasitica tágabb tűrésű – 3–24 °C hőmérsékleten él. A Leptolegniaceae tölgyek rizoszférájában is előfordul, egyes fajai – például az Aphanomyces euteiches – növények, például tölgy és hüvelyesek patogénjei.

## Életciklus
Életciklusában 2 morfológiailag általában különböző zoospóra-generáció van, melyek másodlagosan elveszthették ostoraikat. Ivarosan oogámia útján szaporodik, ezzel vastag falú ivaros spórák, oospórák keletkeznek. Magciklusa haplomiktikus B típusú.

## Jelentőség
Parazita és szaprotróf fajokból álló klád: például a S. ferax zebradániót és ezüstkárászt, a S. parasitica lazacféléket, a Geolegnia helicoides szúnyogokat, a leíratlan „SAP-1” nemzetség Diplostraca-fajokat fertőz, nagymértékű csökkenéseket okozva vadon élő és akvakultúrában tenyésztett populációkban egyaránt. Rizoszférában élő fajai csökkentik a növények terméshozamát.
A globális felmelegedés eredményeként a kétéltű-populációk csökkenésében is fontos szerepe van.

## Kezelés
Szterol-demetilázai érzékenyek gyakori gombaölő szerekre, például triazolokra, így hasonló szerek lehetnek használhatók Saprolegniales-betegségek ellen.